# Роуз, Хилари
Хилари Энн Роуз (англ. Hilary Ann Rose; р. 1935) — британский социолог, специализирующаяся на социологии науки и социальной политике.

## Биография
В 1939-45 гг. во время войны ее семья была эвакуирована из Южного Лондона. В 1940 году они вместе со многими другими лондонскими школьниками были отправлены в Веймуте. В 1946 году ее отдали в элитную школу для девушек.
Является приглашенным профессором социологии в Лондонской школе экономики и эмерит-профессор социальной политики в Университете Брэдфорда. В 1997 году была удостоена звания почетного доктора факультета социальных наук Уппсальского университета.
В 1999—2002 годах вместе со своим мужем, британским нейробиологом Стивеном Роузом, читала трехлетний цикл лекций «генетика и общество» в Грешэм-колледже в Лондон. Одним из результатов этого сотрудничества стало издание «„увы, бедный Дарвин: аргументы против эволюционной психологии“» (Alas Poor Darwin: Arguments Against Evolutionary Psychology), изданной в 2000 году.